# Золотая вода
«Золотая вода» (также «Принцесса Парисада») — рисунок английского художника-прерафаэлита Данте Габриэля Россетти, созданный предположительно в 1858 году. В настоящее время находится в собрании Музея Фицуильяма.
Сюжет взят из сказок Тысяча и одной ночи. Художник изобразил кульминационный момент из истории о двух сёстрах, которые ревниво относились к их младшей сестре (рассказ № 20 в переводе Ланга). Принцесса Парисада несёт в руках чёрную бочку с золотой водой, чтобы окропить ей камни, в которые превратили её братьев. На заднем плане видны зелёная гора и сиреневый куст в цвету с сидящей на нём алой говорящей птицей.
Первым владельцем работы стал критик Джон Рёскин, затем она поменяла несколько владельцев. В 1937 году была передана Чарльзом Шенноном в собрание Музея Фицуильяма.